# Selenops aztecus
Selenops aztecus là một loài nhện trong họ Selenopidae.
Loài này phân bố ở México.
Loài này thuộc chi Selenops. Selenops aztecus được miêu tả năm 2010 bởi Valdez-Mondragón.